# Aoral
Aoral är ett distrikt i Kambodja.   Det ligger i provinsen Kampong Spoe, i den sydvästra delen av landet, 90 km väster om huvudstaden Phnom Penh.